# ディーン・スターク装置

ディーン・スターク装置。反応系 (1) から共沸した溶媒と水は冷却管 (5) で凝結して、直管 (8) に溜まる。水は溶媒より重いためコック (9) を開けば除去できる。

ディーン・スターク装置（ディーン・スタークそうち、英: Dean-Stark apparatus）は、可逆な脱水反応において生成してくる水を溶媒との共沸を利用して系外に除去し平衡を生成系側へ移動させるために使用される装置である。
ディーン・スターク管、ディーン・スターク・トラップ (Dean-Stark trap) などとも呼ばれる。
アメリカの科学者、アーネスト・ウッドワード・ディーン（Ernest Woodward Dean）とデビッド・デューイ・スターク（David Dewey Stark）によって考案されたため、二人の名がついている。ドイツ語で火曜日を表すディーンスターク（de:Dienstag）は無関係。
もっとも単純なディーン・スターク装置はh型をしたガラス管であり、直管側の下部には水抜き用のコックが付いている。
上部に適当な冷却管を、枝側のガラス管に反応フラスコを装着し、直管部分に枝のところまで反応溶媒を満たして使用する。
この反応溶媒は水と共沸し、水よりも比重が軽く、水と相分離する液体である必要がある。
使い方は、まず脱水反応を開始し、加熱により水と反応溶媒を共沸させる。
この共沸の蒸気は装着された冷却管の部分まで上がり凝縮して液体となり直管部に落下する。
ここで水は反応溶媒と相分離し、直管の下部に溜まる。
水が増えた分、反応溶媒が枝の部分からを通じて反応フラスコに戻され、反応フラスコの溶媒量は一定に保たれる。
こうして直管部に水が溜まったら、下のコックから水相を抜き、反応を終了するまでこれを繰り返す。
改良されたタイプのものには分離した水滴が確実に直管の下部に落ちるように導管がついているものや蒸気の上がる管と溶媒が還流する管を別々に設けているものもある。

## 使用例
ディーン・スターク装置は、フィッシャーエステル合成反応などの脱水縮合反応や、化合物の乾燥などに用いられる。上記の条件を満たす溶媒として、ベンゼンやトルエンなどがしばしば使われる。